# 張榮發
張榮發（ちょう えいはつ、チャン・ロンファ、英語: Chang Yung-fa、1927年10月6日 - 2016年1月20日）は、台湾の実業家。長栄海運（繁体字: 長榮海運、英語: Evergreen Marine Corporation）初代社長、エバーグリーン・シッピング・エージェンシー・ジャパン株式会社社長を歴任したことで知られている。日本名は長島 發男。

## 来歴・人物
1927年に船員の三男として日本統治時代の台湾の台北州蘇澳庄（現在の宜蘭県蘇澳）で生まれた。7歳のとき基隆に引っ越す。南日本汽船株式会社で働きながら、台北第二商業学校（現・国立台北商業大学）夜間部の商業実践講習所を卒業。18歳で台北本社の船舶部に転勤し貨物船の事務員として働く。
日本の敗戦で国民政府が日本船を接収したが、日本語しかできなかったため就職できず、独学で航海士の免許を取り、地元船会社で三等航海士として働き、後には一等航海士となり船長にまでなった。
1961年に共同出資者と船会社「新台海運公司」を設立し中古の貨物船1隻で起業後、台湾初の新造船を持つまでに成長させた。1965年には別の共同出資者と「中央海運公司」を設立するも丸紅を通じて購入したセントラル・トラスト号の不調がもとで揉め、同船とともに同社を離れて独立。丸紅の支援も得て、1968年9月1日に長栄海運を設立し、世界的な海運業者のひとつに成長させた。
1989年には台湾初の民間航空会社エバー（長栄）航空を立ち上げて航空業にも進出し、台湾最大手の運輸企業グループに育てあげた。2011年時点で個人資産16億米ドル（約1870億円）とされる。1985年には張榮發基金會を設立し、教育現場への『道徳月刊』無償配布をはじめ、長榮海事博物館および長栄交響楽団設立など医療・文化面での社会奉仕も続けた。政治にも関わり、2000年中華民国総統選挙では陳水扁を支持するも、2008年中華民国総統選挙では中国事業への配慮から中国国民党支持者に変わった。2011年の東日本大震災時には個人名義で10億円を寄付するなど、長年にわたって日台交流の促進にも寄与した。2012年春に旭日重光章を受章。2016年1月20日、88歳で死去した。

## 家族
背景色グレーは故人
|                 |                 |                 |                 |                 |                 |  |  |                 |                 |                 |                 |                 |                 |                 |                 | 前妻            | 前妻            | 前妻            | 前妻            | 前妻                         | 前妻                         |                              |                              |                              |                              |  |  | 張榮發 長榮集團総裁 長栄海運創業者 エバー航空創業者 | 張榮發 長榮集團総裁 長栄海運創業者 エバー航空創業者 | 張榮發 長榮集團総裁 長栄海運創業者 エバー航空創業者 | 張榮發 長榮集團総裁 長栄海運創業者 エバー航空創業者 | 張榮發 長榮集團総裁 長栄海運創業者 エバー航空創業者 | 張榮發 長榮集團総裁 長栄海運創業者 エバー航空創業者 |     |     |                                                                                              |                                                                                              |                                                                                              |                                                                                              | 後妻                                                                                         | 後妻                                                                                         | 後妻 | 後妻 | 後妻 | 後妻 |      |      |      |      |  |  |  |  |  |  |  |  |  |  |
|                 |                 |                 |                 |                 |                 |  |  |                 |                 |                 |                 |                 |                 |                 |                 | 前妻            | 前妻            | 前妻            | 前妻            | 前妻                         | 前妻                         |                              |                              |                              |                              |  |  | 張榮發 長榮集團総裁 長栄海運創業者 エバー航空創業者 | 張榮發 長榮集團総裁 長栄海運創業者 エバー航空創業者 | 張榮發 長榮集團総裁 長栄海運創業者 エバー航空創業者 | 張榮發 長榮集團総裁 長栄海運創業者 エバー航空創業者 | 張榮發 長榮集團総裁 長栄海運創業者 エバー航空創業者 | 張榮發 長榮集團総裁 長栄海運創業者 エバー航空創業者 |     |     |                                                                                              |                                                                                              |                                                                                              |                                                                                              | 後妻                                                                                         | 後妻                                                                                         | 後妻 | 後妻 | 後妻 | 後妻 |      |      |      |      |  |  |  |  |  |  |  |  |  |  |
|                 |                 |                 |                 |                 |                 |  |  |                 |                 |                 |                 |                 |                 |                 |                 |                 |                 |                 |                 |                              |                              |                              |                              |                              |                              |  |  |                                                     |                                                     |                                                     |                                                     |                                                     |                                                     |     |     |                                                                                              |                                                                                              |                                                                                              |                                                                                              |                                                                                              |                                                                                              |      |      |      |      |      |      |      |      |  |  |  |  |  |  |  |  |  |  |
|                 |                 |                 |                 |                 |                 |  |  |                 |                 |                 |                 |                 |                 |                 |                 |                 |                 |                 |                 |                              |                              |                              |                              |                              |                              |  |  |                                                     |                                                     |                                                     |                                                     |                                                     |                                                     |     |     |                                                                                              |                                                                                              |                                                                                              |                                                                                              |                                                                                              |                                                                                              |      |      |      |      |      |      |      |      |  |  |  |  |  |  |  |  |  |  |
| 張淑華 （長女） | 張淑華 （長女） | 張淑華 （長女） | 張淑華 （長女） | 張淑華 （長女） | 張淑華 （長女） |  |  | 張國華 （長男） | 張國華 （長男） | 張國華 （長男） | 張國華 （長男） | 張國華 （長男） | 張國華 （長男） | 張國明 （次男） | 張國明 （次男） | 張國明 （次男） | 張國明 （次男） | 張國明 （次男） | 張國明 （次男） | 張國政 （三男） 長榮航空董事 | 張國政 （三男） 長榮航空董事 | 張國政 （三男） 長榮航空董事 | 張國政 （三男） 長榮航空董事 | 張國政 （三男） 長榮航空董事 | 張國政 （三男） 長榮航空董事 |  |  | 先妻                                                | 先妻                                                | 先妻                                                | 先妻                                                | 先妻                                                | 先妻                                                |     |     | 張國煒（四男） 集團副総裁（2014-16） 航空董事長（2013-16） スターラックス航空創業者（2018-） | 張國煒（四男） 集團副総裁（2014-16） 航空董事長（2013-16） スターラックス航空創業者（2018-） | 張國煒（四男） 集團副総裁（2014-16） 航空董事長（2013-16） スターラックス航空創業者（2018-） | 張國煒（四男） 集團副総裁（2014-16） 航空董事長（2013-16） スターラックス航空創業者（2018-） | 張國煒（四男） 集團副総裁（2014-16） 航空董事長（2013-16） スターラックス航空創業者（2018-） | 張國煒（四男） 集團副総裁（2014-16） 航空董事長（2013-16） スターラックス航空創業者（2018-） |      |      | 後妻 | 後妻 | 後妻 | 後妻 | 後妻 | 後妻 |  |  |  |  |  |  |  |  |  |  |
| 張淑華 （長女） | 張淑華 （長女） | 張淑華 （長女） | 張淑華 （長女） | 張淑華 （長女） | 張淑華 （長女） |  |  | 張國華 （長男） | 張國華 （長男） | 張國華 （長男） | 張國華 （長男） | 張國華 （長男） | 張國華 （長男） | 張國明 （次男） | 張國明 （次男） | 張國明 （次男） | 張國明 （次男） | 張國明 （次男） | 張國明 （次男） | 張國政 （三男） 長榮航空董事 | 張國政 （三男） 長榮航空董事 | 張國政 （三男） 長榮航空董事 | 張國政 （三男） 長榮航空董事 | 張國政 （三男） 長榮航空董事 | 張國政 （三男） 長榮航空董事 |  |  | 先妻                                                | 先妻                                                | 先妻                                                | 先妻                                                | 先妻                                                | 先妻                                                |     |     | 張國煒（四男） 集團副総裁（2014-16） 航空董事長（2013-16） スターラックス航空創業者（2018-） | 張國煒（四男） 集團副総裁（2014-16） 航空董事長（2013-16） スターラックス航空創業者（2018-） | 張國煒（四男） 集團副総裁（2014-16） 航空董事長（2013-16） スターラックス航空創業者（2018-） | 張國煒（四男） 集團副総裁（2014-16） 航空董事長（2013-16） スターラックス航空創業者（2018-） | 張國煒（四男） 集團副総裁（2014-16） 航空董事長（2013-16） スターラックス航空創業者（2018-） | 張國煒（四男） 集團副総裁（2014-16） 航空董事長（2013-16） スターラックス航空創業者（2018-） |      |      | 後妻 | 後妻 | 後妻 | 後妻 | 後妻 | 後妻 |  |  |  |  |  |  |  |  |  |  |
|                 |                 |                 |                 |                 |                 |  |  |                 |                 |                 |                 |                 |                 |                 |                 |                 |                 |                 |                 |                              |                              |                              |                              |                              |                              |  |  |                                                     |                                                     |                                                     |                                                     |                                                     |                                                     |     |     |                                                                                              |                                                                                              |                                                                                              |                                                                                              |                                                                                              |                                                                                              |      |      |      |      |      |      |      |      |  |  |  |  |  |  |  |  |  |  |
|                 |                 |                 |                 |                 |                 |  |  |                 |                 |                 |                 |                 |                 |                 |                 |                 |                 |                 |                 |                              |                              |                              |                              |                              |                              |  |  |                                                     |                                                     |                                                     |                                                     |                                                     |                                                     |     |     |                                                                                              |                                                                                              |                                                                                              |                                                                                              |                                                                                              |                                                                                              |      |      |      |      |      |      |      |      |  |  |  |  |  |  |  |  |  |  |
|                 |                 |                 |                 |                 |                 |  |  |                 |                 |                 |                 |                 |                 |                 |                 |                 |                 |                 |                 |                              |                              |                              |                              |                              |                              |  |  |                                                     |                                                     |                                                     |                                                     |                                                     |                                                     | 子1 | 子1 | 子1                                                                                          | 子1                                                                                          | 子1                                                                                          | 子1                                                                                          |                                                                                              |                                                                                              |      |      | 子2  | 子2  | 子2  | 子2  | 子2  | 子2  |  |  |  |  |  |  |  |  |  |  |

## 受賞・栄典
- レジオンドヌール勲章 オフィシエ（2002年[8]）
- 大英帝国勲章 コマンダー（2006年[9]）
- イタリア王冠勲章（英語版）ナイト（2007年[8]）
- 王冠勲章コマンドゥール章（英語版） コマンダー（2008年[8]）
- オラニエ＝ナッサウ勲章（英語版） コマンダー（2011年[10]）
- 旭日重光章（2012年）
- ドイツ連邦共和国功労勲章 大功労十字星大綬章（2014年[11]）

## 著書
- 1997年 - 「張榮發回憶錄：長榮集團總裁與海結緣的一生」 ISBN 9573233266
- 2012年 - 「鐵意志與柔軟心：張榮發的33個人生態度」 ISBN 9789862168790
- 2014年 - 「本心：張榮發的心內話與真性情」 ISBN 9789863204268
  - 2015年 - 同日本語版：「本心―張榮發の本音と真心」 ISBN 9784892056314